# Персефона (Матриця)
Персефона — персонаж франшизи «Матриця».

## Стислі відомості
Персефону зіграла Моніка Белуччі. У фільмах «Матриця: Перезавантаження» та «Матриця: Революція» Персефона — дружина Меровінга. Вона здається нудиться своїм існуванням в Матриці, і незадоволена чоловіком.
У відеоігрі «Enter The Matrix» Персефона стикається і приймає поцілунок від Ніобе або Привида (залежно від того, чию історію слідкує гравець). Здається, вона зможе визначити почуття та емоції тих, кого цілує, відзначаючи почуття Ніобе до Морфея або нерозділене кохання Привида до Триніті. Імовірно, вона отримує задоволення відбирати емоції інших людей.
В «The Matrix Online» Персефона передала місцезнаходження схованки Вбивці оперативникам Зіону у критичній місії.
Перш ніж стріляти в працівника свого чоловіка в «Матриця: Перезавантаження», Персефона вголос замислюється: «Скільки людей має в рушниці срібні кулі?», маючи на увазі, що службовець — перевертень.